# Коалгебра
Коалгебра — математична структура, яка є двоїстою до асоціативної алгебри з одиницею. Аксіоми унітарної асоціативної алгебри можуть бути сформульовані в термінах комутативних діаграм. Аксіоми коалгебри одержуються за допомогою обертання стрілок. Кожна коалгебра через двоїстість векторних просторів породжує алгебру, але не завжди навпаки. У скінченновимірному випадку двоїстість є в обох напрямках. 

## Означення
Коалгебра над полем K — це векторний простір C над K разом з K — лінійними відображеннями {\displaystyle \Delta :C\to C\otimes _{K}C} і {\displaystyle \epsilon :C\to K}, такими що
1. {\displaystyle (\mathrm {id} _{C}\otimes \Delta )\circ \Delta =(\Delta \otimes \mathrm {id} _{C})\circ \Delta }
2. {\displaystyle (\mathrm {id} _{C}\otimes \epsilon )\circ \Delta =\mathrm {id} _{C}=(\epsilon \otimes \mathrm {id} _{C})\circ \Delta }.

(Тут {\displaystyle \otimes } і {\displaystyle \otimes _{K}} позначає тензорний добуток над K.)
Еквівалентно, наступні дві діаграми комутують:
На першій діаграмі ми ототожнюємо {\displaystyle C\otimes (C\otimes C)} з {\displaystyle (C\otimes C)\otimes C} як два природно ізоморфних простори.  Аналогічно, на другій діаграмі ототожнені природно ізоморфні простори {\displaystyle C}, {\displaystyle C\otimes K} і {\displaystyle K\otimes C}. 
Перша діаграма двоїста діаграмі, що виражає асоціативність операції множення алгебри (і називається коасоціативністю комноження); друга діаграма двоїста діаграмі, що виражає існування мультиплікативного нейтрального елемента. Відповідно, відображення Δ називається комноженням (або кодобутком) в C, а ε є коодиницею C.

## Приклад
Розглянемо деяку множину S і векторний простір над K з базисом S. Елементами цього векторного простору є такі функції з S в K, які відображають всі елементи S, крім скінченної кількості в нуль; ототожнимо елемент s з S з функцією, яка відображає s в 1 і всі інші елементи S в 0. Позначимо цей простір як C. Визначимо
{\displaystyle \Delta (s)=s\otimes s\quad {\mbox{and}}\quad \epsilon (s)=1\quad \forall s\in S.}
Δ і ε можуть бути єдиним чином продовжені на все C по лінійності. Векторний простір C стає коалгеброю з комноженням Δ і коодиницею ε (перевірка цього є хорошим способом, щоб звикнути до використання аксіом коалгебри).

## Скінченновимірний випадок
У скінченновимірному випадку, двоїстість між алгеброю і коалгеброю є більш тісною: об'єкт, двоїстий до скінченновимірної (унітарної асоціативної) алгебри є коалгеброю, а двоїстий до скінченновимірної коалгебри є (унітарною асоціативною) алгеброю. Взагалі кажучи, об'єкт, двоїстий до довільної алгебри, може не бути коалгеброю.
Це випливає з того, що, для скінченновимірних просторів, (A ⊗ A)* і A* ⊗ A* є ізоморфними. Якщо A є  скінченновимірною асоціативною K-алгеброю з одиницею, тоді її K-спряжений простір A∗, елементами якого є K-лінійні функції з A в K є коалгеброю. Множення в A є лінійним відображенням A ⊗ A → A, яке породжує лінійне відображення спряжених просторів A∗ → (A ⊗ A)∗. Через ізоморфність, (A ⊗ A)∗ і A∗ ⊗ A∗ в скінченновимірному випадку, це відображення задає комноження на A∗. Коодиницею A∗ є відображення, що оцінює значення лінійних функцій у 1.
Загалом алгебра і коалгебра — двоїсті поняття (аксіоми, що визначають одну, одержуються із аксіом іншої за допомогою обертання стрілок), тоді як для скінченновимірних просторів вони є ще і двоїстими об'єктами.